# 상미초등학교
상미초등학교는 대한민국 경기도 부천시에 있는 공립 초등학교이다.

## 학교 연혁
- 2005년 3월 1일: 개교

## 학교 동문
여기는 기여운 현서가 재학중입니다.

## 참고 자료
- 상미초등학교 - 한국교육학술정보원 학교알리미